# 227 км (зупинний пункт)
227 кілометр — пасажирський залізничний зупинний пункт Запорізької дирекції Придніпровської залізниці на лінії Запоріжжя II — Пологи між станцією Фісаки (6 км) та зупинним пунктом Росинка (3 км). Розташований поблизу села Жовтеньке Запорізького району Запорізької області. Неподалік від зупинного пункту пролягає автошлях національного значення Н08.

## Пасажирське сполучення
На зупинному пункті 227 км зупиняються потяги приміського сполучення:
- Запоріжжя — Пологи;
- Пологи — Запоріжжя[1].